# Rap Việt (mùa 4)
Mùa thứ tư của chương trình Rap Việt được phát sóng trên các kênh HTV2 - Vie Channel, VTVCab 1 - ON Vie Giải Trí và ứng dụng VieON từ ngày 21 tháng 9 năm 2024 đến ngày 14 tháng 12 năm 2024. Trấn Thành là người dẫn chương trình của mùa này.
Robber trở thành quán quân thứ tư của chương trình trong đêm chung kết diễn ra vào các ngày 7 và 14 tháng 12 năm 2024.

## Sản xuất
Sau thành công của Rap Việt mùa 3, vào tối ngày 16 tháng 4 năm 2024, ban tổ chức thông báo chương trình sẽ sớm trở lại mùa giải thứ tư. Ngày 20 tháng 6 năm 2024, ban tổ chức thông báo lịch casting trực tiếp.

### Tuyển chọn thí sinh
Các buổi casting chọn thí sinh được tổ chức tại Thành phố Hồ Chí Minh vào ngày 15 và 16 tháng 7, và tại Hà Nội vào ngày 18 và 19 tháng 7 năm 2024. Theo quy định casting, các thí sinh khi tham gia vòng tuyển chọn phải sử dụng lời rap văn minh (tức là, không dùng từ dung tục, không sử dụng "mày" – "tao" hay các từ 18+...), đồng thời bắt buộc phải thuộc lời.
Ở vòng sơ tuyển, các thí sinh biểu diễn trên nền nhạc được ban tổ chức cung cấp trước đó. Ban giám khảo chấm điểm và thông báo kết quả cho thí sinh; các thí sinh xuất sắc nhất sẽ được chọn vào vòng ghi hình. Bốn giám khảo cho vòng tuyển chọn mùa này gồm có Suboi, JustaTee, Karik và Thái VG.

### Công bố các vị trí và thời gian phát sóng
Ngày 13 tháng 8 năm 2024, ban tổ chức thông báo rằng chương trình sẽ lên sóng tập đầu tiên trong tháng 9, muộn hơn bốn tháng so với mùa 3. Rapper người Thái Lan F.Hero được công bố là nhân vật đầu tiên tham gia chương trình ở vị trí ghế nóng vào ngày 21 tháng 8. Trưa ngày hôm sau, ban tổ chức chính thức công bố Thái VG sẽ trở lại với mùa 4 sau khi anh đảm nhận vai trò huấn luyện viên trong mùa 3. Những nhân vật khác có mặt trên ghế nóng cũng được tiết lộ lần lượt sau đó, gồm Suboi, JustaTee, Karik, BigDaddy và cuối cùng là B Ray, tạo thành đội hình gần giống như mùa trước ngoại trừ sự vắng mặt của Andree Right Hand.
Tối ngày 26 tháng 8 năm 2024, ban tổ chức chính thức xác nhận hai chiếc ghế huấn luyện viên đầu tiên của Karik và Suboi. Các vị trí còn lại trên ghế nóng, được công bố trong các ngày 10 và 11 tháng 9, gồm có huấn luyện viên BigDaddy và các giám khảo Thái VG, JustaTee, cùng F.Hero là giám khảo khách mời cho vòng chinh phục. Mặc dù nhà sản xuất không đề cập gì đến vai trò của B Ray, nhưng một số thông tin cho biết anh vẫn tiếp tục đồng hành cùng chương trình với vai trò huấn luyện viên. Vị trí DJ tiếp tục có sự thay đổi ở mùa này với bộ đôi DJ The Hotel Lobby – gồm hai thành viên là Johnny Lee và Tai – thay thế cho Wukong của mùa trước, trong khi Trấn Thành giữ vai trò dẫn dắt chương trình trong mùa thứ tư liên tiếp.
Vào ngày 10 tháng 9, nhà sản xuất thông báo tập đầu tiên của mùa 4 sẽ lên sóng vào thứ sáu ngày 13 tháng 9 năm 2024, các tập tiếp theo được phát sóng vào tối thứ 7 hàng tuần. Tuy nhiên, đến ngày 13 tháng 9, lịch phát sóng dự kiến đã được thay đổi, với các tập phát sóng được chiếu vào thứ 7 hàng tuần từ ngày 21 tháng 9.

## Phát sóng
Tập đầu tiên của Rap Việt mùa 4 lên sóng vào ngày 21 tháng 9 năm 2024. Chương trình được phát sóng vào lúc 20:00 thứ 7 hàng tuần trên kênh HTV2 - Vie Channel, VTVCab 1 - ON Vie Giải Trí, phát sóng đồng thời trên ứng dụng VieON, và được công chiếu cùng ngày trên kênh YouTube chính thức của đơn vị sản xuất Vie Channel. Riêng vòng Bứt phá, chương trình phát sóng hai tập liên tiếp mỗi tuần vào thứ 7 và chủ nhật. Đêm chung kết 2 và trao giải của chương trình được phát sóng lúc 20:00 ngày 14 tháng 12 năm 2024 trên tất cả các nền tảng.

## Vòng Chinh phục
Thí sinh trình diễn một tiết mục rap với chất liệu từ văn hóa đại chúng để chinh phục bốn huấn luyện viên. Các huấn luyện viên lựa chọn thí sinh về đội bằng cách kích hoạt bàn đạp ngay trước ghế nóng hoặc dùng quyền ưu tiên nón vàng (chỉ được sử dụng thành công đúng một lần) cho những thí sinh mình yêu thích nhất. Dựa trên các "đạp chọn" và nón vàng của các huấn luyện viên, các giám khảo và thí sinh có quyền lựa chọn đội của huấn luyện viên mà họ cảm thấy phù hợp.
Các khán giả có mặt tại trường quay cũng sẽ tham gia bình chọn, đánh giá chất lượng bài thi của thí sinh. Các "đạp chọn" của huấn luyện viên chỉ được công nhận khi thí sinh nhận được từ 50% số phiếu bình chọn trở lên, nếu không thí sinh sẽ bị loại.
Trong mùa này, hai luật chơi mới sau đây được áp dụng:
- Khoá vàng: Mỗi huấn luyện viên có một quyền "khoá vàng", và chỉ có hiệu lực khi đã đạp chọn. Chỉ có huấn luyện viên gạt cần nhanh nhất mới được sử dụng khoá vàng để đeo cho một huấn luyện viên mà họ cảm thấy đó là "mối nguy hiểm". Huấn luyện viên bị đeo khoá vàng sẽ không được tranh luận cũng như sử dụng nón vàng để giành thí sinh.
- Lựa chọn đầu tiên (First Choice): Mỗi huấn luyện viên có một quyền "First Choice" để chọn thí sinh về đội mình trước vòng chính phục, trong đó cả bốn huấn luyện viên đều được xem bài thi của thí sinh ở vòng tuyển chọn. Các huấn luyện viên không biết được lựa chọn của nhau, và thí sinh cũng không biết được mình là lựa chọn đầu tiên của huấn luyện viên nào. Khi có huấn luyện viên được thông báo đã dùng quyền "First Choice", các quyền nón vàng và khóa vàng sẽ không có tác dụng đối với thí sinh đó.

Kết thúc vòng chinh phục, các huấn luyện viên phải tạo thành một đội hình với 8 thí sinh để đi tiếp vào vòng trong.
| Chú giải | Huấn luyện viên đạp chọn                                                                                   | Thí sinh bị loại vì không huấn luyện viên nào đạp chọn hoặc có số phiếu bình chọn của khán giả dưới 50% | Huấn luyện viên duy nhất chọn và nhận thí sinh vào đội                                                 |
| Chú giải | Huấn luyện viên được giám khảo hoặc thí sinh chọn                                                          | Huấn luyện viên được giám khảo chọn nhưng bị huấn luyện viên khác tung nón                              | Huấn luyện viên được giám khảo chọn, bị huấn luyện viên khác tung nón và tung nón giành lại thành công |
| Chú giải | Huấn luyện viên được giám khảo chọn, bị huấn luyện viên khác tung nón và tung nón giành lại nhưng thất bại | Huấn luyện viên tung nón nhưng không được thí sinh chọn                                                 | Huấn luyện viên tung nón và giành thành công hoặc được thí sinh chọn vào đội                           |
| Chú giải | Huấn luyện viên tung nón vàng nhưng không có hiệu lực do đã được sử dụng trước đó                          | Huấn luyện viên sử dụng khóa vàng và giành được thí sinh                                                | Huấn luyện viên sử dụng khóa vàng nhưng không giành được thí sinh                                      |
| Chú giải | Huấn luyện viên tung nón vàng nhưng bị vô hiệu hóa bởi khóa vàng                                           | Huấn luyện viên sử dụng khóa vàng nhưng bị vô hiệu hóa bởi First Choice                                 | Huấn luyện viên bị khóa bởi khóa vàng nhưng giành được thí sinh bởi First Choice                       |
| Chú giải | Huấn luyện viên bị khóa bởi khóa vàng                                                                      | Huấn luyện viên sử dụng nón vàng nhưng bị vô hiệu hóa bởi First Choice                                  | Huấn luyện viên giành được thí sinh bằng First Choice                                                  |
| Chú giải | Thí sinh được hồi sinh sau khi bị loại do huấn luyện viên thiếu người                                      | Phần trăm khán giả bình chọn trên 50%                                                                   | Phần trăm khán giả bình chọn dưới 50%                                                                  |

| Thí sinh (Rap name) (Tổ đội)                       | Bài hát dự thi (Bài hát gốc – Tác giả gốc)                                         | Lựa chọn của thí sinh và giám khảo                  | Lựa chọn của thí sinh và giám khảo                  | Lựa chọn của thí sinh và giám khảo                  | Lựa chọn của thí sinh và giám khảo                  | Tỷ lệ bình chọn                                     |
| Thí sinh (Rap name) (Tổ đội)                       | Bài hát dự thi (Bài hát gốc – Tác giả gốc)                                         | Suboi                                               | B Ray                                               | Karik                                               | Big Daddy                                           | Tỷ lệ bình chọn                                     |
| Tập 1 (21 tháng 9 năm 2024)                        | Tập 1 (21 tháng 9 năm 2024)                                                        | Tập 1 (21 tháng 9 năm 2024)                         | Tập 1 (21 tháng 9 năm 2024)                         | Tập 1 (21 tháng 9 năm 2024)                         | Tập 1 (21 tháng 9 năm 2024)                         | Tập 1 (21 tháng 9 năm 2024)                         |
| -------------------------------------------------- | ---------------------------------------------------------------------------------- | --------------------------------------------------- | --------------------------------------------------- | --------------------------------------------------- | --------------------------------------------------- | --------------------------------------------------- |
| Karik, BigDaddy, Suboi, JustaTee, B Ray, Thái VG   | "No Limit"                                                                         | Bài hát mở đầu của 4 huấn luyện viên và 2 giám khảo | Bài hát mở đầu của 4 huấn luyện viên và 2 giám khảo | Bài hát mở đầu của 4 huấn luyện viên và 2 giám khảo | Bài hát mở đầu của 4 huấn luyện viên và 2 giám khảo | Bài hát mở đầu của 4 huấn luyện viên và 2 giám khảo |
| Trần Ngọc Chính (RamC)                             | "Cùng anh những chuyến đi" ("Việt Nam những chuyến đi" – Vicky Nhung)              |                                                     |                                                     |                                                     |                                                     | 87%                                                 |
| Tiêu Minh Phụng                                    | "Lý Rapper"                                                                        |                                                     |                                                     |                                                     |                                                     | 94%                                                 |
| Nguyễn Anh Dũng (Dablo)                            | "Bố... Ở đây" ("Bố là tất cả" – Thập Nhất)                                         | —                                                   | —                                                   |                                                     | —                                                   | 88%                                                 |
| Lê Đức Anh (ZINDO) (OG Gang)                       | "ZINDO for Love" ("Do for Love" – B Ray, Grey D)                                   | —                                                   | —                                                   | —                                                   | —                                                   | —                                                   |
| Ngô Tuấn Đạt (7dnight) (37Sound)                   | "Thế thôi" ("Quê hương Việt Nam" – Anh Khang, Suboi)                               | —                                                   |                                                     | —                                                   |                                                     | 91%                                                 |
| Vũ Đàm Thùy Dung (Shayda)                          | "Tại sao vậy" ("Hào quang" – Baovu, Rhyder)                                        |                                                     |                                                     |                                                     |                                                     | 94%                                                 |
| Tập 2 (28 tháng 9 năm 2024)                        |                                                                                    |                                                     |                                                     |                                                     |                                                     |                                                     |
| Nguyễn Hoàng Bảo Ngọc (Young Puppy) (Ocean Waves)  | "Em yêu Puppy" ("Cún yêu" – Sỹ Luân)                                               |                                                     |                                                     | —                                                   |                                                     | 84%                                                 |
| Hoàng Anh Quân (Left Hand) (VCC)                   | "Mộng mơ" ("Yêu một người có lẽ" – Only C, T.I.N)                                  | —                                                   | —                                                   | —                                                   |                                                     | 71%                                                 |
| Nguyễn Nhật Minh (willistic) (Ocean M.O.B)         | "Anh trai hay sai" ("Vợ ơi anh đã sai rồi" – Công Hải)                             |                                                     | —                                                   | —                                                   |                                                     | 81%                                                 |
| Vũ Trường Giang (Gill) (Ocean M.O.B)               | "Tuyết trên phố" ("Tuyết yêu thương" – T.I.N, Young Uno)                           |                                                     |                                                     |                                                     |                                                     | 93%                                                 |
| Phạm Hữu Hoàng An (An Roy$8386)                    | "Sống bằng tình cảm" ("Tình yêu xanh mượt" – Xuân Hinh)                            | —                                                   | —                                                   |                                                     |                                                     | 90%                                                 |
| Lâm Bạch Phúc Hậu (MANBO) (GERDNANG)               | "Hành trinh không dừng" ("Khi em lớn" – Orange)                                    |                                                     |                                                     |                                                     |                                                     | 94%                                                 |
| Tập 3 (5 tháng 10 năm 2024)                        |                                                                                    |                                                     |                                                     |                                                     |                                                     |                                                     |
| Phan Hoàng Thúy Vy (Vlary)                         | "Mầu Thị" ("Thị Mầu" – Nguyễn Hoàng Phong)                                         | —                                                   |                                                     | —                                                   |                                                     | 91%                                                 |
| Phạm Đức Thành (Ngắn) (Bạn Có Tài Mà)              | "Có em vui" ("Trước khi em tồn tại" – Thắng)                                       | —                                                   |                                                     | —                                                   | —                                                   | 85%                                                 |
| Lê Minh Quân (Quân Lee)                            | "Sức mạnh đoàn kết" ("Nối vòng tay lớn" – Trịnh Công Sơn)                          |                                                     |                                                     | —                                                   |                                                     | 74%                                                 |
| Nguyễn Hữu Hưng (Lower)                            | "Ba điều ước" ("Ước gì" – Võ Thiện Thanh)                                          | —                                                   |                                                     |                                                     | —                                                   | 89%                                                 |
| Phạm Văn Huy (V High)                              | "Gió yêu mây" ("YOU" – Coldie, Captain)                                            |                                                     | —                                                   | —                                                   | —                                                   | 78%                                                 |
| Trần Thùy Dương (Saabirose)                        | "Răng hay rứa hè?" ("Mưa trên phố Huế" – Minh Kỳ, Tôn Nữ Thụy Khương)              |                                                     |                                                     |                                                     |                                                     | 92%                                                 |
| Nguyễn Xuân Bách (Mason Nguyễn) (RhymeZone)        | "Đừng ghen" ("I'm thinking about you" – Cao Ha Duc Anh, REDT, Rhyder, tlinh, WEAN) |                                                     |                                                     |                                                     |                                                     | 92%                                                 |
| Tập 4 (12 tháng 10 năm 2024)                       |                                                                                    |                                                     |                                                     |                                                     |                                                     |                                                     |
| Vũ Thành Đạt (ICY Famou$) (ICY M.O.B)              | "Nhạc em" ("Nhạc anh" – Andree Right Hand)                                         | —                                                   |                                                     | —                                                   |                                                     | 88%                                                 |
| Phạm Thị Yến Vi (V#) (Under The Hood)              | "Ngày mai" ("Đón ánh mặt trời" – Tuấn Khanh)                                       |                                                     | —                                                   |                                                     |                                                     | 79%                                                 |
| Đoàn Danh Hoàng (Dacia) (Golden Building Record)   | "Những nẻo đường gần xa" ("Chuyện đời" – JGKid)                                    |                                                     | —                                                   | —                                                   | —                                                   | 71%                                                 |
| Phạm Trung Hiếu (Gnob)                             | "Quê tớ" ("Quê tôi" – Anh Minh)                                                    |                                                     | —                                                   | —                                                   | —                                                   | —                                                   |
| Trần Hải Đăng (Dangrangto) (WORKAHOLIC$)           | "Đâu phải vợ anh" ("Vợ người ta" – Phan Mạnh Quỳnh)                                |                                                     | ◊                                                   |                                                     |                                                     | 95%                                                 |
| Đỗ Hoàng Hải (Coldzy)                              | "Nhấp nhô" ("Tình em là đại dương" – Duy Mạnh)                                     |                                                     | —                                                   |                                                     |                                                     | 86%                                                 |
| Ngô Anh Vũ ($A Lil Van) (Sick Artist)              | "Thủ đô chất" ("Hà Nội xịn" – LK)                                                  | —                                                   | —                                                   | —                                                   |                                                     | 72%                                                 |
| Nguyễn Lê Minh Huy (Robber) (Hustlang)             | "Ba ơi" ("Ba kể con nghe" – Nguyễn Hải Phong)                                      |                                                     |                                                     |                                                     |                                                     | 89%                                                 |
| Tập 5 (20 tháng 10 năm 2024)                       |                                                                                    |                                                     |                                                     |                                                     |                                                     |                                                     |
| Nguyễn Thúy Quỳnh (Queen B) (LOCOBoiz)             | "Vô tư đi" ("Vô tư" – Khắc Anh)                                                    |                                                     |                                                     |                                                     |                                                     | 93%                                                 |
| Lương Toàn Phát (YP)                               | "Beautiful" ("Mê đắm" – Hoàng Tôn, Jackie Luu)                                     |                                                     | —                                                   | —                                                   | —                                                   | 68%                                                 |
| Bùi Thùy Dung (DANMY)                              | "Giông bão" ("Ngày chưa giông bão" – Phan Mạnh Quỳnh)                              |                                                     | —                                                   |                                                     |                                                     | 78%                                                 |
| Hoàng Lê Bảo Minh (CoolKid) (DG House)             | "Nắng" ("Vệt nắng cuối trời" – Phùng Tiến Minh)                                    |                                                     |                                                     | —                                                   |                                                     | 93%                                                 |
| Nguyễn Đắc Nhật Hoàng (Nhật Hoàng) (Bạn Có Tài Mà) | "Điều ước" ("Đến giờ cơm" – Minh Cà Ri)                                            |                                                     | —                                                   | —                                                   |                                                     | 88%                                                 |
| Nguyễn Hoàng Minh (MRZ)                            | "Giấc mơ tuyệt vời" ("Giấc mơ tình yêu" – Tường Vân)                               | —                                                   | —                                                   | —                                                   | —                                                   | —                                                   |
| Đào Huỳnh Thành Đạt (Billy100) (Hustlang)          | "Trái tim muốn nói" ("Lắng nghe con tim" – Khắc Hưng)                              |                                                     | ᛩ                                                   |                                                     | ᛩ                                                   | 91%                                                 |

- †: HLV đạp chọn trước phần trình diễn.
- ‡: HLV được HLV khác đạp chọn giúp.
- ᛩ: HLV đạp chọn nhưng không hợp lệ do đội đã đủ người.
- ◊: HLV tung nón vàng trước phần trình diễn.

### Đội hình sau vòng Chinh phục
Chú thích
     Thí sinh được chọn nhờ nón vàng của huấn luyện viên
     Thí sinh được chọn nhờ First Choice của huấn luyện viên
     Thí sinh được hồi sinh do huấn luyện viên thiếu người
| Đội Suboi                                        |
| ------------------------------------------------ |
| Vũ Đàm Thùy Dung (Shayda)                        |
| Nguyễn Nhật Minh (willistic) (Ocean M.O.B)       |
| Phạm Văn Huy (V High)                            |
| Trần Thùy Dương (Saabirose)                      |
| Đoàn Danh Hoàng (Dacia) (Golden Building Record) |
| Lương Toàn Phát (YP)                             |
| Nguyễn Thúy Quỳnh (Queen B) (LOCOBoiz)           |
| Phạm Trung Hiếu (Gnob)                           |

| Đội Karik (Đá Bào Team)                     |
| ------------------------------------------- |
| Tiêu Minh Phụng                             |
| Nguyễn Anh Dũng (Dablo)                     |
| Lâm Bạch Phúc Hậu (MANBO) (GERDNANG)        |
| Nguyễn Hữu Hưng (Lower)                     |
| Nguyễn Xuân Bách (Mason Nguyễn) (RhymeZone) |
| Phạm Thị Yến Vi (V#) (Under The Hood)       |
| Bùi Thùy Dung (DANMY)                       |
| Đào Huỳnh Thành Đạt (Billy100) (Hustlang)   |

| Đội B Ray (The UnderDogs)                         |
| ------------------------------------------------- |
| Trần Ngọc Chính (RamC)                            |
| Nguyễn Hoàng Bảo Ngọc (Young Puppy) (Ocean Waves) |
| Vũ Trường Giang (Gill) (Ocean M.O.B)              |
| Phan Hoàng Thúy Vy (Vlary)                        |
| Phạm Đức Thành (Ngắn) (Bạn Có Tài Mà)             |
| Vũ Thành Đạt (ICY Famou$) (ICY M.O.B)             |
| Nguyễn Lê Minh Huy (Robber) (Hustlang)            |
| Hoàng Lê Bảo Minh (CoolKid) (DG House)            |

| Đội BigDaddy (BigTeam)                   |
| ---------------------------------------- |
| Ngô Tuấn Đạt (7dnight) (37Sound)         |
| Hoàng Anh Quân (Left Hand) (VCC)         |
| Phạm Hữu Hoàng An (An Roy$8386)          |
| Lê Minh Quân (Quân Lee)                  |
| Trần Hải Đăng (Dangrangto) (WORKAHOLIC$) |
| Đỗ Hoàng Hải (Coldzy)                    |
| Ngô Anh Vũ ($A Lil Van) (Sick Artist)    |
| Nguyễn Đắc Nhật Hoàng (Nhật Hoàng)       |

## Vòng Đối đầu
Các huấn luyện viên tiến hành bắt cặp các thi sinh trong đội (không bao gồm những thí sinh đã biểu diễn trước trong vòng thi và được huấn luyện viên cứu), mỗi cặp đấu sẽ được giao đề tài để cùng sáng tác và biểu diễn trong cùng một tiết mục theo chủ đề mà huấn luyện viên đưa ra. Các khán giả tại trường quay sẽ bình chọn cho mỗi thí sinh (mỗi trận chỉ được chọn 1 trong 2), số điểm bình chọn từ khán giả cũng là số điểm của thí sinh trong vòng tiếp theo. Sau đó, ban giám khảo sẽ chọn ra thí sinh thắng trận để đi tiếp, hoặc sẽ trao lại quyền phân định cho huấn luyện viên nếu cần thiết.
Các thí sinh thua trận sẽ thi đấu trong trận giải cứu, từng người sẽ chọn một trong hai nhạc nền có sẵn để sáng tác và trình diễn tại chỗ theo đề tài được đưa ra. Chỉ một thí sinh duy nhất do huấn luyện viên chọn sẽ đi tiếp từ trận đấu này. Quyền nón vàng tiếp tục được áp dụng theo cách thức của vòng trước để cứu một thí sinh thua trận từ các đội khác (không dùng để cứu thành viên của đội mình), với quyền lựa chọn thuộc về thí sinh nếu nhận được nhiều hơn một nón vàng.
Kết thúc vòng Đối đầu, các huấn luyện viên sẽ còn lại 6 thí sinh, gồm 5 thí sinh trong đội hình gốc và một thí sinh được cứu từ đội khác bằng nón vàng. Tổng số điểm của 6 thí sinh trong mỗi đội sẽ quyết định thứ tự ưu tiên ở vòng bứt phá (lưu ý rằng số điểm của những thí sinh được huấn luyện viên chủ quản giữ lại thông qua trận Đối đầu hoặc vòng Giải cứu thuộc về chính huấn luyện viên đó, những thí sinh chuyển sang đội huấn luyện viên khác bằng nón vàng sẽ tính số điểm của họ cho đội của huấn luyện viên sử dụng nón vàng, số điểm của những thí sinh bị loại không có tác dụng).
| Chú giải | Thí sinh thắng trận Đối đầu                                         | Thí sinh thua trận nhưng được huấn luyện viên khác tung nón cứu      | Thí sinh thua trận và bước vào trận Giải cứu | Thí sinh an toàn sau trận Giải cứu |
| Chú giải | Huấn luyện viên cứu thí sinh thành công hoặc được thí sinh lựa chọn | Huấn luyện viên tung nón cứu thí sinh nhưng không được thí sinh chọn | Huấn luyện viên tung nón vàng cứu thí sinh   | Thí sinh bị loại                   |

### ĐộiBigDaddy(BigTeam)

#### Chủ đề: Các phép tính trong toán học
| Thứ tự | Bài hát dự thi (Chủ đề) | Thí sinh 1                         | Thí sinh 1          | Thí sinh 2                               | Thí sinh 2          | Huấn luyện viên khác cứu | Huấn luyện viên khác cứu | Huấn luyện viên khác cứu |
| Thứ tự | Bài hát dự thi (Chủ đề) | Tên                                | Tỷ lệ bình chọn (%) | Tên                                      | Tỷ lệ bình chọn (%) | Suboi                    | B Ray                    | Karik                    |
| ------ | ----------------------- | ---------------------------------- | ------------------- | ---------------------------------------- | ------------------- | ------------------------ | ------------------------ | ------------------------ |
| 1      | "Nhân"                  | Ngô Tuấn Đạt (7dnight) (37Sound)   | 68                  | Phạm Hữu Hoàng An (An Roy$8386)          | 32                  | —                        | —                        | —                        |
| 2      | "Chia"                  | Đỗ Hoàng Hải (Coldzy)              | 57                  | Lê Minh Quân (Quân Lee)                  | 43                  | —                        | —                        | —                        |
| 3      | "Cộng"                  | Nguyễn Đắc Nhật Hoàng (Nhật Hoàng) | 58                  | Ngô Anh Vũ ($A Lil Van) (Sick Artist)    | 42                  | —                        | —                        | —                        |
| 4      | "Trừ"                   | Hoàng Anh Quân (Left Hand) (VCC)   | 37                  | Trần Hải Đăng (Dangrangto) (WORKAHOLIC$) | 63                  | —                        | —                        | —                        |

Trận Giải cứu (8-Bars)
| # | Thí sinh                           | Beat | Kết quả                 |
| - | ---------------------------------- | ---- | ----------------------- |
| 1 | Đỗ Hoàng Hải (Coldzy)              | 1    | Suboi cứu bằng nón vàng |
| 2 | Nguyễn Đắc Nhật Hoàng (Nhật Hoàng) | 2    | BigDaddy chọn           |
| 3 | Phạm Hữu Hoàng An (An Roy$8386)    | 1    | Bị loại                 |
| 4 | Hoàng Anh Quân (Left Hand) (VCC)   | 2    | Bị loại                 |

### ĐộiKarik(Đá Bào Team)
| Thứ tự | Bài hát dự thi (Chủ đề) | Thí sinh 1                                  | Thí sinh 1          | Thí sinh 2                            | Thí sinh 2          | Huấn luyện viên khác cứu | Huấn luyện viên khác cứu | Huấn luyện viên khác cứu |
| Thứ tự | Bài hát dự thi (Chủ đề) | Tên                                         | Tỷ lệ bình chọn (%) | Tên                                   | Tỷ lệ bình chọn (%) | Suboi                    | B Ray                    | BigDaddy                 |
| ------ | ----------------------- | ------------------------------------------- | ------------------- | ------------------------------------- | ------------------- | ------------------------ | ------------------------ | ------------------------ |
| 1      | "Xả vibes"              | Bùi Thùy Dung (DANMY)                       | 49                  | Phạm Thị Yến Vi (V#) (Under The Hood) | 51                  | Đã sử dụng               | —                        | ‡                        |
| 2      | "Hy vọng"               | Nguyễn Hữu Hưng (Lower)                     | 50                  | Nguyễn Anh Dũng (Dablo)               | 50                  | Đã sử dụng               | —                        | Đã sử dụng               |
| 3      | "Hẹn bé lần sau"        | Nguyễn Xuân Bách (Mason Nguyễn) (RhymeZone) | 47                  | Tiêu Minh Phụng                       | 53                  | Đã sử dụng               | ‡                        | Đã sử dụng               |
| 4      | "Winner"                | Đào Huỳnh Thành Đạt (Billy100) (Hustlang)   | 39                  | Lâm Bạch Phúc Hậu (MANBO) (GERDNANG)  | 61                  | Đã sử dụng               | Đã sử dụng               | Đã sử dụng               |

Trận Giải cứu (8-Bars)
| # | Thí sinh                                  | Beat | Kết quả    |
| - | ----------------------------------------- | ---- | ---------- |
| 1 | Nguyễn Anh Dũng (Dablo)                   | 2    | Bị loại    |
| 2 | Đào Huỳnh Thành Đạt (Billy100) (Hustlang) | 2    | Karik chọn |

### ĐộiSuboi
| Thứ tự | Bài hát dự thi (Chủ đề) | Thí sinh 1                                       | Thí sinh 1          | Thí sinh 2                             | Thí sinh 2          | Huấn luyện viên khác cứu | Huấn luyện viên khác cứu | Huấn luyện viên khác cứu |
| Thứ tự | Bài hát dự thi (Chủ đề) | Tên                                              | Tỷ lệ bình chọn (%) | Tên                                    | Tỷ lệ bình chọn (%) | Karik                    | B Ray                    | BigDaddy                 |
| ------ | ----------------------- | ------------------------------------------------ | ------------------- | -------------------------------------- | ------------------- | ------------------------ | ------------------------ | ------------------------ |
| 1      | "Vui là được"           | Nguyễn Nhật Minh (willistic) (Ocean M.O.B)       | 62                  | Phạm Trung Hiếu (Gnob)                 | 38                  | —                        | Đã sử dụng               | Đã sử dụng               |
| 2      | "I got you"             | Lương Toàn Phát (YP)                             | 42                  | Vũ Đàm Thùy Dung (Shayda)              | 58                  | —                        | Đã sử dụng               | Đã sử dụng               |
| 3      | "Nhan sắc"              | Đoàn Danh Hoàng (Dacia) (Golden Building Record) | 41                  | Phạm Văn Huy (V High)                  | 59                  | —                        | Đã sử dụng               | Đã sử dụng               |
| 4      | "Xinh đẹp em có quyền"  | Trần Thùy Dương (Saabirose)                      | 52                  | Nguyễn Thúy Quỳnh (Queen B) (LOCOBoiz) | 48                  |                          | Đã sử dụng               | Đã sử dụng               |

Trận Giải cứu (8-Bars)
| # | Thí sinh               | Beat | Kết quả    |
| - | ---------------------- | ---- | ---------- |
| 1 | Lương Toàn Phát (YP)   | 2    | Bị loại    |
| 2 | Phạm Trung Hiếu (Gnob) | 1    | Bị loại    |
| 3 | Phạm Văn Huy (V High)  | 2    | Suboi chọn |

### ĐộiB Ray(The UnderDogs)

#### Chủ đề: Gia đình
| Thứ tự | Bài hát dự thi (Chủ đề)      | Thí sinh 1                             | Thí sinh 1          | Thí sinh 2                                        | Thí sinh 2          | Huấn luyện viên khác cứu | Huấn luyện viên khác cứu | Huấn luyện viên khác cứu |
| Thứ tự | Bài hát dự thi (Chủ đề)      | Tên                                    | Tỷ lệ bình chọn (%) | Tên                                               | Tỷ lệ bình chọn (%) | Suboi                    | Karik                    | BigDaddy                 |
| ------ | ---------------------------- | -------------------------------------- | ------------------- | ------------------------------------------------- | ------------------- | ------------------------ | ------------------------ | ------------------------ |
| 1      | "Love somebody"              | Hoàng Lê Bảo Minh (CoolKid) (DG House) | 59                  | Nguyễn Hoàng Bảo Ngọc (Young Puppy) (Ocean Waves) | 41                  | Đã sử dụng               | Đã sử dụng               | Đã sử dụng               |
| 2      | "Nếu không điều gì thay đổi" | Trần Ngọc Chính (RamC)                 | 55                  | Phan Hoàng Thúy Vy (Vlary)                        | 45                  | Đã sử dụng               | Đã sử dụng               | Đã sử dụng               |
| 3      | "Trai họ Vũ"                 | Vũ Thành Đạt (ICY Famou$) (ICY M.O.B)  | 37                  | Vũ Trường Giang (Gill) (Ocean M.O.B)              | 63                  | Đã sử dụng               | Đã sử dụng               | Đã sử dụng               |
| 4      | "Qua từng khung hình"        | Nguyễn Lê Minh Huy (Robber) (Hustlang) | 54                  | Phạm Đức Thành (Ngắn) (Bạn Có Tài Mà)             | 46                  | Đã sử dụng               | Đã sử dụng               | Đã sử dụng               |

Trận Giải cứu (8-Bars)
| # | Thí sinh                                          | Beat | Kết quả    |
| - | ------------------------------------------------- | ---- | ---------- |
| 1 | Phạm Đức Thành (Ngắn) (Bạn Có Tài Mà)             | 1    | B Ray chọn |
| 2 | Vũ Thành Đạt (ICY Famou$) (ICY M.O.B)             | 2    | Bị loại    |
| 3 | Nguyễn Hoàng Bảo Ngọc (Young Puppy) (Ocean Waves) | 1    | Bị loại    |
| 4 | Phan Hoàng Thúy Vy (Vlary)                        | 2    | Bị loại    |

- ‡: Nón vàng được tung trước khi có kết quả.
- ◊: Nón vàng không có hiệu lực vì HLV đã tung nón vàng từ trước

### Đội hình sau vòng Đối đầu
Chú thích
     Thí sinh được cứu từ đội HLV khác nhờ nón vàng
     Thí sinh ở HLV cũ được HLV khác cứu (tên thí sinh được gạch ngang)
     Thí sinh được chọn đi tiếp ở vòng Giải cứu
     Thí sinh bị loại
| Đội      | Các thí sinh                               | Các thí sinh                              | Các thí sinh                                     | Các thí sinh                                      | Tổng điểm bình chọn |
| Đội      | Đi tiếp                                    | Đi tiếp                                   | Đi tiếp                                          | Bị loại                                           | Tổng điểm bình chọn |
| -------- | ------------------------------------------ | ----------------------------------------- | ------------------------------------------------ | ------------------------------------------------- | ------------------- |
| BigDaddy | Ngô Tuấn Đạt (7dnight) (37Sound)           | Lê Minh Quân (Quân Lee)                   | Ngô Anh Vũ ($A Lil Van) (Sick Artist)            | Phạm Hữu Hoàng An (An Roy$8386)                   | 325                 |
| BigDaddy | Trần Hải Đăng (Dangrangto) (WORKAHOLIC$)   | Nguyễn Đắc Nhật Hoàng (Nhật Hoàng)        | Phạm Thị Yến Vi (V#) (Under The Hood)            | Hoàng Anh Quân (Left Hand) (VCC)                  | 325                 |
| BigDaddy | Đỗ Hoàng Hải (Coldzy)                      |                                           |                                                  |                                                   | 325                 |
| Karik    | Bùi Thùy Dung (DANMY)                      | Nguyễn Hữu Hưng (Lower)                   | Nguyễn Xuân Bách (Mason Nguyễn) (RhymeZone)      | Nguyễn Anh Dũng (Dablo)                           | 294                 |
| Karik    | Lâm Bạch Phúc Hậu (MANBO) (GERDNANG)       | Đào Huỳnh Thành Đạt (Billy100) (Hustlang) | Nguyễn Thúy Quỳnh (Queen B) (LOCOBoiz)           | Nguyễn Anh Dũng (Dablo)                           | 294                 |
| Karik    | Phạm Thị Yến Vi (V#) (Under The Hood)      | Phạm Thị Yến Vi (V#) (Under The Hood)     | Tiêu Minh Phụng                                  | Tiêu Minh Phụng                                   | 294                 |
| B Ray    | Hoàng Lê Bảo Minh (CoolKid) (DG House)     | Trần Ngọc Chính (RamC)                    | Vũ Trường Giang (Gill) (Ocean M.O.B)             | Vũ Thành Đạt (ICY Famou$) (ICY M.O.B)             | 330                 |
| B Ray    | Hoàng Lê Bảo Minh (CoolKid) (DG House)     | Trần Ngọc Chính (RamC)                    | Vũ Trường Giang (Gill) (Ocean M.O.B)             | Nguyễn Hoàng Bảo Ngọc (Young Puppy) (Ocean Waves) | 330                 |
| B Ray    | Nguyễn Lê Minh Huy (Robber) (Hustlang)     | Phạm Đức Thành (Ngắn) (Bạn Có Tài Mà)     | Tiêu Minh Phụng                                  |                                                   | 330                 |
| B Ray    | Nguyễn Lê Minh Huy (Robber) (Hustlang)     | Phạm Đức Thành (Ngắn) (Bạn Có Tài Mà)     | Tiêu Minh Phụng                                  | Phan Hoàng Thúy Vy (Vlary)                        | 330                 |
| Suboi    | Nguyễn Nhật Minh (willistic) (Ocean M.O.B) | Vũ Đàm Thùy Dung (Shayda)                 | Đoàn Danh Hoàng (Dacia) (Golden Building Record) | Lương Toàn Phát (YP)                              | 329                 |
| Suboi    | Trần Thùy Dương (Saabirose)                | Phạm Văn Huy (V High)                     | Đỗ Hoàng Hải (Coldzy)                            | Phạm Trung Hiếu (Gnob)                            | 329                 |
| Suboi    | Nguyễn Thúy Quỳnh (Queen B) (LOCOBoiz)     |                                           |                                                  |                                                   | 329                 |

- Đội Karik là đội duy nhất nhận được 2 nón vàng.
- Đội B Ray là đội duy nhất không nhận được nón vàng nào.

## Vòng Bứt phá
24 thí sinh còn lại được chia thành 6 bảng đấu, mỗi bảng gồm 4 thí sinh từ 4 đội khác nhau. Các thí sinh sáng tác và trình bày tác phẩm của mình theo đề tài được đưa ra. Khi cả bốn thí sinh hoàn thành tiết mục trong bảng đấu, ban giám khảo và các huấn luyện viên sẽ bình chọn để tìm ra người chiến thắng trong bảng đấu (các huấn luyện viên không được bình chọn cho thí sinh đội mình).
Kết thúc cả 6 bảng đấu, mỗi giám khảo sẽ sử dụng chiếc nón vàng để trao cho một trong số các thí sinh bị loại từ tất cả các bảng mà họ cho rằng là xứng đáng để bước tiếp vào vòng Chung kết. Như vậy sau vòng này, tổng cộng có 8 thí sinh (6 người chiến thắng từ 6 bảng và 2 thí sinh được cứu bởi nón vàng của hai giám khảo) sẽ được bước tiếp vào vòng Chung kết.
Ngoài ra, mỗi HLV/GK sẽ nhận được 1 lá phiếu để ghi tên 1 thí sinh mà bản thân cho rằng xứng đáng để đi tiếp vào vòng trong, HLV sẽ không được bình chọn cho thí sinh của mình, thí sinh nào nhận được trên 2 phiếu sẽ được bước tiếp vào vòng Chung kết. Trường hợp nếu như các HLV/GK không viết trùng tên 1 thí sinh nào cả (có nghĩa là mỗi thí sinh chỉ nhận được 1 phiếu) thì vị trí này sẽ bị hủy bỏ, đồng nghĩa với việc những thí sinh chỉ nhận được 1 phiếu hoặc không nhận được phiếu nào sẽ bị loại.
Trường hợp có hai thí sinh trở lên có cùng số phiếu bình chọn cao nhất, mỗi người sẽ chọn cho mình một trong hai đoạn beat (với 8 khuông nhạc) và trình diễn ngay lập tức trong cùng một chủ đề mà giám khảo đưa ra để quyết định ai là người chiến thắng cuối cùng.
Cách thức chia bảng:
- Lượt 1: Dựa trên tổng số điểm ở vòng Đối đầu, đội xếp thứ 4 chọn 3 trong 6 thí sinh cho bảng A, B, C; đội xếp thứ 3 chọn 2 trong 6 thí sinh cho bảng D, E; đội xếp thứ 2 chọn 1 trong 6 thí sinh cho bảng F. Đội xếp thứ 1 được miễn bốc thăm lượt này.
- Lượt 2: Các huấn luyện viên lần lượt xếp các thí sinh còn lại vào các vị trí trống ở từng bảng để hoàn thành 6 bảng đấu (theo thứ hạng đã được xác định).

Chú thích
     Thí sinh đi tiếp vào vòng Chung kết.
     Thí sinh đi tiếp vào vòng Chung kết nhờ nón vàng của ban giám khảo, hoặc được các huấn luyện viên và giám khảo bình chọn nhiều nhất.
     Thí sinh bị loại

### Bảng A
| Thứ tự                        | Tên thí sinh                                | Đội      | Tên bài hát       | Điểm |
| ----------------------------- | ------------------------------------------- | -------- | ----------------- | ---- |
| Tập 10 (23 tháng 11 năm 2024) |                                             |          |                   |      |
| 1                             | Nguyễn Xuân Bách (Mason Nguyễn) (RhymeZone) | Karik    | "Let 'Em know"    | 3/6  |
| 2                             | Ngô Tuấn Đạt (7dnight) (37Sound)            | BigDaddy | "Không sao cả"    | 3/6  |
| 3                             | Nguyễn Nhật Minh (willistic) (Ocean M.O.B)  | Suboi    | "Anh nhắc em"     | 0/6  |
| 4                             | Phạm Đức Thành (Ngắn) (Bạn Có Tài Mà)       | B Ray    | "Con trai của ta" | 0/6  |

Vòng 8-Bars

| # | Thí sinh                                    | Beat | Kết quả |
| - | ------------------------------------------- | ---- | ------- |
| 1 | Ngô Tuấn Đạt (7dnight)                      | 2    | Thắng   |
| 2 | Nguyễn Xuân Bách (Mason Nguyễn) (RhymeZone) | 2    | Thua    |

### Bảng B
| Thứ tự                        | Tên thí sinh                             | Đội      | Tên bài hát              | Điểm |
| ----------------------------- | ---------------------------------------- | -------- | ------------------------ | ---- |
| Tập 10 (23 tháng 11 năm 2024) |                                          |          |                          |      |
| 1                             | Trần Ngọc Chính (RamC)                   | B Ray    | "Cầu được ước thấy"      | 0/6  |
| 2                             | Đỗ Hoàng Hải (Coldzy)                    | Suboi    | "Cắn yêu"                | 1/6  |
| Tập 11 (24 tháng 11 năm 2024) |                                          |          |                          |      |
| 3                             | Nguyễn Hữu Hưng (Lower)                  | Karik    | "Cánh chim Bình Thạnh 2" | 2/6  |
| 4                             | Trần Hải Đăng (Dangrangto) (WORKAHOLIC$) | BigDaddy | "Lướt trên con sóng"     | 3/6  |

### Bảng C
| Thứ tự                        | Tên thí sinh                           | Đội      | Tên bài hát              | Điểm |
| ----------------------------- | -------------------------------------- | -------- | ------------------------ | ---- |
| Tập 11 (24 tháng 11 năm 2024) |                                        |          |                          |      |
| 1                             | Nguyễn Thúy Quỳnh (Queen B) (LOCOBoiz) | Karik    | "Gừng càng già càng cay" | 2/6  |
| 2                             | Phạm Thị Yến Vi (V#) (Under The Hood)  | BigDaddy | "Chân cứng đá mềm"       | 1/6  |
| 3                             | Tiêu Minh Phụng                        | B Ray    | "Gan vàng dạ sắt"        | 1/6  |
| 4                             | Trần Thùy Dương (Saabirose)            | Suboi    | "Răng cũng được"         | 2/6  |

Vòng 8-Bars

| # | Thí sinh                               | Beat | Kết quả     |
| - | -------------------------------------- | ---- | ----------- |
| 1 | Trần Thùy Dương (Saabirose)            | 1    | Thái VG cứu |
| 2 | Nguyễn Thúy Quỳnh (Queen B) (LOCOBoiz) | 1    | Thắng       |

### Bảng D
| Thứ tự                        | Tên thí sinh                              | Đội      | Tên bài hát           | Điểm |
| ----------------------------- | ----------------------------------------- | -------- | --------------------- | ---- |
| Tập 12 (30 tháng 11 năm 2024) |                                           |          |                       |      |
| 1                             | Phạm Văn Huy (V High)                     | Suboi    | "Gwenchana"           | 0/6  |
| 2                             | Đào Huỳnh Thành Đạt (Billy100) (Hustlang) | Karik    | "Don't talk too much" | 0/6  |
| 3                             | Vũ Trường Giang (Gill) (Ocean M.O.B)      | B Ray    | "Bốn mùa phát lộc"    | 4/6  |
| 4                             | Nguyễn Đắc Nhật Hoàng (Nhật Hoàng)        | BigDaddy | "Anh đã làm gì đâu"   | 2/6  |

### Bảng E
| Thứ tự                        | Tên thí sinh                           | Đội      | Tên bài hát              | Điểm |
| ----------------------------- | -------------------------------------- | -------- | ------------------------ | ---- |
| Tập 12 (30 tháng 11 năm 2024) |                                        |          |                          |      |
| 1                             | Vũ Đàm Thùy Dung (Shayda)              | Suboi    | "Ổn"                     | 1/6  |
| 2                             | Hoàng Lê Bảo Minh (CoolKid) (DG House) | B Ray    | "Lại là DGHouse"         | 2/6  |
| Tập 13 (1 tháng 12 năm 2024)  |                                        |          |                          |      |
| 3                             | Bùi Thùy Dung (DANMY)                  | Karik    | "Khó chịu vô cùng"       | 3/6  |
| 4                             | Ngô Anh Vũ ($A Lil Van) (Sick Artist)  | BigDaddy | "Thật không thể tin nổi" | 0/6  |

- CoolKid được cứu nhờ các bình chọn của Suboi và Karik

### Bảng F
| Thứ tự                       | Tên thí sinh                                     | Đội      | Tên bài hát                | Điểm |
| ---------------------------- | ------------------------------------------------ | -------- | -------------------------- | ---- |
| Tập 13 (1 tháng 12 năm 2024) |                                                  |          |                            |      |
| 1                            | Đoàn Danh Hoàng (Dacia) (Golden Building Record) | Suboi    | "Manifest"                 | 0/6  |
| 2                            | Lê Minh Quân (Quân Lee)                          | BigDaddy | "Bao giờ cho nàng bén anh" | 0/6  |
| 3                            | Nguyễn Lê Minh Huy (Robber) (Hustlang)           | B Ray    | "1TINHYEU"                 | 3/6  |
| 4                            | Lâm Bạch Phúc Hậu (MANBO) (GERDNANG)             | Karik    | "Legend"                   | 3/6  |

Vòng 8-Bars

| # | Thí sinh                               | Beat | Kết quả      |
| - | -------------------------------------- | ---- | ------------ |
| 1 | Lâm Bạch Phúc Hậu (MANBO) (GERDNANG)   | 2    | JustaTee cứu |
| 2 | Nguyễn Lê Minh Huy (Robber) (Hustlang) | 2    | Thắng        |

### Đội hình sau vòng Bứt phá
| Bảng | Suboi                                            | Karik                                       | B Ray                                  | BigDaddy                                 |
| ---- | ------------------------------------------------ | ------------------------------------------- | -------------------------------------- | ---------------------------------------- |
| A    | Nguyễn Nhật Minh (willistic) (Ocean M.O.B)       | Nguyễn Xuân Bách (Mason Nguyễn) (RhymeZone) | Phạm Đức Thành (Ngắn) (Bạn Có Tài Mà)  | Ngô Tuấn Đạt (7dnight) (37Sound)         |
| B    | Đỗ Hoàng Hải (Coldzy)                            | Nguyễn Hữu Hưng (Lower)                     | Trần Ngọc Chính (RamC)                 | Trần Hải Đăng (Dangrangto) (WORKAHOLIC$) |
| C    | Trần Thùy Dương (Saabirose)                      | Nguyễn Thúy Quỳnh (Queen B) (LOCOBoiz)      | Tiêu Minh Phụng                        | Phạm Thị Yến Vi (V#) (Under The Hood)    |
| D    | Phạm Văn Huy (V High)                            | Đào Huỳnh Thành Đạt (Billy100) (Hustlang)   | Vũ Trường Giang (Gill) (Ocean M.O.B)   | Nguyễn Đắc Nhật Hoàng (Nhật Hoàng)       |
| E    | Vũ Đàm Thùy Dung (Shayda)                        | Bùi Thùy Dung (DANMY)                       | Hoàng Lê Bảo Minh (CoolKid) (DG House) | Ngô Anh Vũ ($A Lil Van) (Sick Artist)    |
| F    | Đoàn Danh Hoàng (Dacia) (Golden Building Record) | Lâm Bạch Phúc Hậu (MANBO) (GERDNANG)        | Nguyễn Lê Minh Huy (Robber) (Hustlang) | Lê Minh Quân (Quân Lee)                  |

## Vòng Chung kết
9 thí sinh còn lại sẽ tham gia vào cuộc đấu cuối cùng. Mỗi thí sinh sẽ sáng tác và trình diễn cá nhân ở đêm đầu tiên, sau đó kết hợp với huấn luyện viên và giám khảo trong đêm Gala được truyền hình trực tiếp.
Khán giả có thể bình chọn thí sinh mà họ mong muốn trở thành người chiến thắng thông qua ứng dụng VieON. Kết quả chung cuộc sẽ dựa vào số bình chọn của khán giả (60%) và điểm số của các huấn luyện viên và giám khảo (40%). Huấn luyện viên sẽ được tính 1 phiếu khi bình chọn cho thí sinh của mình và 2 phiếu khi bình chọn cho thí sinh của đội khác. Thí sinh có tổng điểm cao nhất sẽ chiến thắng và trở thành quán quân.
Cơ cấu giải thưởng bao gồm:
- Quán quân: 450 triệu đồng tiền mặt, 1 hợp đồng thu âm trị giá 1 tỷ đồng với Warner Music Vietnam.
- Á quân: 100 triệu đồng.
- Hạng ba: 50 triệu đồng.
- Top 7: Mỗi giải 20 triệu đồng.

Bên cạnh những giải thưởng của chương trình, các giải thưởng khác của chương trình bao gồm:
- Top Hit – Bài hát ấn tượng của chương trình: "Anh đã làm gì đâu" - Nhật Hoàng, Thùy Chi trình diễn – Giải thưởng: 20 triệu đồng
- The Best Performance – Màn trình diễn ấn tượng của chương trình: DANMY – Giải thưởng: 20 triệu đồng
- Rapper Of The Round – Thí sinh ấn tượng của các vòng do khán giả bình chọn trên VieON  – Giải thưởng: 30 triệu đồng
  - CoolKid - Rapper của vòng Đối đầu
  - MANBO - Rapper của vòng Bứt phá

     Quán quân
     Á quân
     Hạng ba

### Trình diễn Solo (tập 14 - 7 tháng 12 năm 2024)
| Tiết mục của giám khảo khách mời         | Tiết mục của giám khảo khách mời         | Tiết mục của giám khảo khách mời | Tiết mục của giám khảo khách mời                 | Tiết mục của giám khảo khách mời                 | Tiết mục của giám khảo khách mời                 |
| Người biểu diễn                          | Người biểu diễn                          | Người biểu diễn                  | Bài hát biểu diễn                                | Bài hát biểu diễn                                | Bài hát biểu diễn                                |
| ---------------------------------------- | ---------------------------------------- | -------------------------------- | ------------------------------------------------ | ------------------------------------------------ | ------------------------------------------------ |
| Changmo                                  | Changmo                                  | Changmo                          | "Selfmade Orange" x "Band" (solo ver.) (Changmo) | "Selfmade Orange" x "Band" (solo ver.) (Changmo) | "Selfmade Orange" x "Band" (solo ver.) (Changmo) |
| Thứ tự                                   | Tên thí sinh                             | Đội                              | Tên bài hát                                      | Mã số bình chọn                                  | Tổng điểm chung cuộc                             |
| 1                                        | Hoàng Lê Bảo Minh (CoolKid) (DG House)   | B Ray                            | "Idol Hàn Quốc"                                  | 01                                               |                                                  |
| 2                                        | Trần Thùy Dương (Saabirose)              | Suboi                            | "Sao"                                            | 05                                               |                                                  |
| 3                                        | Lâm Bạch Phúc Hậu (MANBO) (GERDNANG)     | Karik                            | "Trách nhiệm"                                    | 03                                               | 15%                                              |
| 4                                        | Ngô Tuấn Đạt (7dnight) (37Sound)         | BigDaddy                         | "Hơi bị Nghệ"                                    | 02                                               |                                                  |
| 5                                        | Vũ Trường Giang (Gill) (Ocean M.O.B)     | B Ray                            | "Chờ một người"                                  | 06                                               | 27%                                              |
| 6                                        | Bùi Thùy Dung (DANMY)                    | Karik                            | "Hightown"                                       | 07                                               |                                                  |
| 7                                        | Nguyễn Lê Minh Huy (Robber) (Hustlang)   | B Ray                            | "Hustlang all day"                               | 04                                               | 35,1%                                            |
| Nguyễn Thúy Quỳnh (Queen B) (LOCOBoiz)   | Nguyễn Thúy Quỳnh (Queen B) (LOCOBoiz)   | Karik                            | Rút lui khỏi vòng Chung kết vì lý do sức khỏe    | Rút lui khỏi vòng Chung kết vì lý do sức khỏe    | Rút lui khỏi vòng Chung kết vì lý do sức khỏe    |
| Trần Hải Đăng (Dangrangto) (WORKAHOLIC$) | Trần Hải Đăng (Dangrangto) (WORKAHOLIC$) | BigDaddy                         | Rút lui khỏi vòng Chung kết vì lý do sức khỏe    | Rút lui khỏi vòng Chung kết vì lý do sức khỏe    | Rút lui khỏi vòng Chung kết vì lý do sức khỏe    |

### Trình diễn kết hợp cùng HLV và Giám khảo (tập 15 - 14 tháng 12 năm 2024)
Các tiết mục của các thí sinh được ghi hình và phát sóng. Phần trình diễn của khách mời và phần trao giải được truyền hình trực tiếp.
| Thứ tự                        | Tên thí sinh                                         | Đội                                                  | Tên bài hát                     | Song ca cùng                    |             |
| ----------------------------- | ---------------------------------------------------- | ---------------------------------------------------- | ------------------------------- | ------------------------------- | ----------- |
| 1                             | Ngô Tuấn Đạt (7dnight) (37Sound)                     | BigDaddy                                             | "Kiểu nó phải thế"              | BigDaddy                        |             |
| 2                             | Hoàng Lê Bảo Minh (CoolKid) (DG House)               | B Ray                                                | "Cu con (Bé con)"               | JustaTee                        |             |
| 3                             | Trần Thùy Dương (Saabirose)                          | Suboi                                                | "Săn"                           | Suboi                           |             |
| 4                             | Nguyễn Lê Minh Huy (Robber) (Hustlang)               | B Ray                                                | "Anh trai Hip hop"              | B Ray                           |             |
| 4                             | Vũ Trường Giang (Gill) (Ocean M.O.B)                 | B Ray                                                | "Anh trai Hip hop"              | B Ray                           |             |
| 5                             | Lâm Bạch Phúc Hậu (MANBO) (GERDNANG)                 | Karik                                                | "All my life"                   | Thái VG                         |             |
| 6                             | Bùi Thùy Dung (DANMY)                                | Karik                                                | "Nói là làm"                    | Karik                           |             |
| Phần trình diễn của khách mời |                                                      |                                                      |                                 |                                 |             |
| Thứ tự                        | Người biểu diễn                                      | Người biểu diễn                                      | Tên bài hát                     | Tên bài hát                     | Tên bài hát |
| 1                             | OgeNus, Tez, BigDaddy                                | OgeNus, Tez, BigDaddy                                | "Bây giờ như nào? (Bờ như ào?)" | "Bây giờ như nào? (Bờ như ào?)" |             |
| 2                             | GDucky                                               | GDucky                                               | "KingDucky"                     | "KingDucky"                     |             |
| 3                             | Pháp Kiều, Hải Đăng Doo                              | Pháp Kiều, Hải Đăng Doo                              | "Cung tên tình yêu"             | "Cung tên tình yêu"             |             |
| 4                             | V#, willistic, Coldzy, Nhật Hoàng, ICY Famou$, Lower | V#, willistic, Coldzy, Nhật Hoàng, ICY Famou$, Lower | "Quit vẫn Lit"                  | "Quit vẫn Lit"                  |             |

## Bảng loại trừ
| Thí sinh (Rap name) (Tổ đội)                      | Vòng Chinh phục | Vòng Chinh phục | Vòng Đối đầu | Vòng Bứt phá | Vòng Bứt phá | Vòng Chung kết |
| ------------------------------------------------- | --------------- | --------------- | ------------ | ------------ | ------------ | -------------- |
| Nguyễn Lê Minh Huy (Robber) (Hustlang)            |                 | An toàn         | An toàn      | F            | Thắng        | Quán quân      |
| Vũ Trường Giang (Gill) (Ocean M.O.B)              | An toàn         | D               | An toàn      | Á quân       | Thắng        |                |
| Lâm Bạch Phúc Hậu (MANBO) (GERDNANG)              | An toàn         |                 | An toàn      | F            | Nguy hiểm    | Top 3          |
| Ngô Tuấn Đạt (7dnight) (37Sound)                  | An toàn         |                 | An toàn      | A            | Thắng        | Đồng hạng 4    |
| Bùi Thùy Dung (DANMY)                             |                 | An toàn         | An toàn      | E            | Thắng        | Đồng hạng 4    |
| Hoàng Lê Bảo Minh (CoolKid) (DG House)            |                 | An toàn         | An toàn      | E            | Nguy hiểm    | Đồng hạng 4    |
| Trần Thùy Dương (Saabirose)                       |                 | An toàn         | An toàn      | C            | Nguy hiểm    | Đồng hạng 4    |
| Trần Hải Đăng (Dangrangto) (WORKAHOLIC$)          |                 | An toàn         | An toàn      | B            | Thắng        | Rút lui        |
| Nguyễn Thúy Quỳnh (Queen B) (LOCOBoiz)            |                 | An toàn         | Nguy hiểm    | C            | Thắng        | Rút lui        |
| Nguyễn Xuân Bách (Mason Nguyễn) (RhymeZone)       |                 | An toàn         | An toàn      | A            | Loại         |                |
| Nguyễn Hữu Hưng (Lower)                           | An toàn         | B               | An toàn      |              | Loại         |                |
| Đào Huỳnh Thành Đạt (Billy100) (Hustlang)         | An toàn         | Nguy hiểm       | D            |              | Loại         |                |
| Nguyễn Nhật Minh (willistic) (Ocean M.O.B)        | An toàn         |                 | An toàn      | A            | Loại         |                |
| Đỗ Hoàng Hải (Coldzy)                             | An toàn         |                 | Nguy hiểm    | B            | Loại         |                |
| Phạm Văn Huy (V High)                             | An toàn         |                 | Nguy hiểm    | D            | Loại         |                |
| Vũ Đàm Thùy Dung (Shayda)                         | An toàn         | An toàn         | E            |              | Loại         |                |
| Đoàn Danh Hoàng (Dacia) (Golden Building Record)  | An toàn         | An toàn         | F            |              | Loại         |                |
| Phạm Đức Thành (Ngắn) (Bạn Có Tài Mà)             | An toàn         |                 | Nguy hiểm    | A            | Loại         |                |
| Trần Ngọc Chính (RamC)                            | An toàn         | An toàn         | B            |              | Loại         |                |
| Tiêu Minh Phụng                                   | An toàn         |                 | Nguy hiểm    | C            | Loại         |                |
| Phạm Thị Yến Vi (V#) (Under The Hood)             | An toàn         | C               | Nguy hiểm    |              | Loại         |                |
| Nguyễn Đắc Nhật Hoàng (Nhật Hoàng)                | An toàn         |                 | Nguy hiểm    | D            | Loại         |                |
| Ngô Anh Vũ ($A Lil Van) (Sick Artist)             | An toàn         | An toàn         | E            |              | Loại         |                |
| Lê Minh Quân (Quân Lee)                           | An toàn         | An toàn         | F            |              | Loại         |                |
| Phạm Hữu Hoàng An (An Roy$8386)                   | An toàn         | Loại            |              |              |              |                |
| Hoàng Anh Quân (Left Hand) (VCC)                  | An toàn         | Loại            |              |              |              |                |
| Nguyễn Anh Dũng (Dablo)                           | An toàn         | Loại            |              |              |              |                |
| Lương Toàn Phát (YP)                              | An toàn         | Loại            |              |              |              |                |
| Phạm Trung Hiếu (Gnob)                            |                 | Loại            | Nguy hiểm    |              |              |                |
| Vũ Thành Đạt (ICY Famou$) (ICY M.O.B)             |                 | Loại            | An toàn      |              |              |                |
| Nguyễn Hoàng Bảo Ngọc (Young Puppy) (Ocean Waves) |                 | Loại            | An toàn      |              |              |                |
| Phan Hoàng Thúy Vy (Vlary)                        |                 | Loại            | An toàn      |              |              |                |

   Thí sinh nam.
   Thí sinh nữ.
   Thí sinh đội BigDaddy.
   Thí sinh đội Karik.
   Thí sinh đội B Ray.
   Thí sinh đội Suboi.
An toàn Thí sinh được vào vòng trong không qua nón vàng hay vòng giải cứu.
An toàn Thí sinh được HLV tung nón vàng ở vòng Chinh phục.
An toàn Thí sinh được HLV chọn First Choice ở vòng Chinh phục.
Nguy hiểm Thí sinh được HLV "hồi sinh" sau khi bị loại do thiếu người vòng Chinh phục.
Nguy hiểm Thí sinh được cứu bởi HLV đội khác nhờ chiếc nón vàng ở vòng Đối đầu.
Nguy hiểm Thí sinh được cứu bởi HLV ở vòng Đối đầu (vòng 8Bar).
Loại Thí sinh bị loại.
Rút lui Thí sinh rút lui.
Thắng Thí sinh bước vào đêm Chung kết.
Nguy hiểm Thí sinh bước vào đêm Chung kết nhờ nón vàng của Ban giám khảo hoặc được các HLV và giám khảo bình chọn.
Quán quân Top 1
Á quân Top 2
Top 3 Top 3
Đồng hạng 4 Top 4-7

## Đón nhận
Sự trở lại của Rap Việt đã thu hút sự chú ý của khán giả, tuy nhiên sức hút ban đầu không như ba mùa trước do các chương trình Anh trai "say hi", Anh trai vượt ngàn chông gai đang tạo sức hút lớn. Đã có hơn 5.000 thí sinh nộp đơn đăng ký dự thi chương trình tại buổi casting đầu tiên vào sáng 15 tháng 7. Theo Tiền Phong, điều này cho thấy làn sóng rap trong nền âm nhạc Việt đang phát triển rất nhanh và số lượng người chơi rap qua từng năm đều tăng đột biến. Cũng theo bài viết trên báo này, buổi casting đầu tiên diễn ra êm đềm nhưng sẽ tiếp tục hot khi lên sóng. Theo Tuổi Trẻ, đây là cuộc thi truyền hình hiếm hoi tổ chức buổi casting mà thí sinh đến đông đảo và náo nhiệt đến vậy. Số liệu của YouNetMedia cho thấy chương trình đứng ở vị trí thứ 3 trong các chủ đề âm nhạc được chú ý nhiều nhất trên mạng xã hội trong một tuần (với 22.000 lượt thảo luận), tính tới chiều 22 tháng 7. Theo Tiền Phong, với số lượng thí sinh tham gia chương trình như vậy và chỉ khoảng 50 người được chọn vào vòng ghi hình (tức là tỷ lệ chọi 1/100) thì các giám khảo vòng casting chịu áp lực lớn để chọn những thí sinh xứng đáng nhất.
Tuy nhiên, khi vòng Chinh phục kết thúc, nhiều khán giả thừa nhận rằng không có tiết mục nào thực sự để lại ấn tượng cho khán giả như những mùa trước, mặc dù chương trình đã thực hiện nhiều thay đổi, như thêm luật khóa vàng và luật First Choice và mời rapper Thái Lan F.Hero. Tính chuyên môn của chương trình cũng bị khán giả đánh giá là ngày càng thấp và thiếu nhân tố để hút người xem. Phải đến cuối vòng Đối đầu, tiết mục đối đầu "Qua từng khung hình" của Ngắn và Robber mới giúp chương trình tạo được hiệu ứng tốt. Tiết mục này đã leo lên vị trí thứ 6 trong danh sách thịnh hành về âm nhạc. Dù vậy, trong bối cảnh hai chuỗi concert của Anh trai "say hi" và Anh trai vượt ngàn chông gai tạo sức hút lớn, nhiều khán giả không còn đổ dồn sự chú ý vào chương trình này nữa. Trong bảng xếp hạng chủ đề và từ khóa thịnh hành (từ ngày 8 tháng 12 đến ngày 14 tháng 12, theo thống kê của Socialite), chung kết Rap Việt ở vị trí thứ 4 với 98.000 lượt thảo luận, một con số rất khiêm tốn nếu so sánh với hai chương trình Anh trai "say hi" và Anh trai vượt ngàn chông gai. Còn theo Socialtrend, Rap Việt đứng thứ 2 trong các chủ đề được thảo luận nhiều nhất trên mạng xã hội trong 24 giờ (từ 21:00 ngày 15 tháng 12 đến 21:00 ngày 16 tháng 12) với 46.000 lượt thảo luận, kém xa Anh trai vượt ngàn chông gai. Znews còn cho hay, với bối cảnh chương trình sụt giảm chất lượng còn chương trình Anh trai "say hi" đang quá hot, khán giả đặt câu hỏi liệu chương trình có thể sản xuất mùa 5 được hay không.

## Tranh cãi

### Về việc công bố F.Hero
Sáng ngày 21 tháng 8, rapper người Thái Lan F.Hero (Nattawut Srimok) đã được công bố là người sẽ ngồi tại "ghế nóng" của chương trình. Dù hội tủ đủ cả hai yếu tố kinh nghiệm - thành tích nhưng sự xuất hiện của F.Hero tại chương trình vẫn nhận về nhiều ý kiến trái chiều. Tại thời điểm công bố, nhiều khán giả cho rằng anh sẽ làm giám khảo vì, theo Tuổi Trẻ, anh không biết tiếng Việt nên khó làm huấn luyện viên cho chương trình, và dù anh có thể được cung cấp bản lời đã dịch trước đó nhưng ngôn ngữ vẫn được xem là một trở ngại rất lớn đối với anh. Ngoài ra, có khán giả cho rằng việc mời rapper ngoại về chương trình là không cần thiết vì có nhiều rapper Việt đủ sức ngồi ghế nóng tại chương trình.

### Vị trí ghế nóng của B Ray
Trong thời gian gần thời điểm phát sóng Rap Việt, những phát ngôn trước đây được cho là của rapper B Ray đã khiến cộng đồng mạng bức xúc vì cho rằng có ý xúc phạm, thậm chí liên quan đến chính trị. Nhiều khán giả lên án gay gắt hành động này của anh, thậm chí còn đồng loạt yêu cầu chương trình loại B Ray ra khỏi vị trí huấn luyện viên. Tuy nhiên, theo Phụ nữ số, nam rapper vẫn góp mặt tại buổi ghi hình kết thúc ngày 20 tháng 8. Phía ê-kíp sản xuất chương trình vẫn giữ im lặng cho đến khi B Ray lên sóng truyền hình một lần nữa. Tiền Phong cho rằng Rap Việt đã đánh cược khi giữ B Ray lại ghế nóng và với làn sóng chỉ trích vẫn đang diễn ra thì chưa thể đoán trước điều gì khi anh lên sóng truyền hình.
Cho đến khi chương trình lên sóng, sự xuất hiện của B Ray tiếp tục vấp phải những ý kiến trái chiều trên các diễn đàn. Ngay dưới video tập phát sóng và bài hát chủ đề "No Limit", nhiều người đã để lại những bình luận khắt khe dành cho anh, thậm chí tuyên bố tẩy chay chương trình mùa này. Một số người đặt câu hỏi về trách nhiệm của nhà sản xuất đối với việc giữ B Ray lại và quy kết cho việc này là thiếu tôn trọng khán giả cũng như những giá trị văn hóa của quốc gia. Theo báo Công Thương, những bình luận như "Rap Việt đang đi ngược lại tinh thần yêu nước" và "không thể dung túng cho nghệ sĩ có phát ngôn lệch lạc" phản ánh sự bất mãn của khán giả liên tục xuất hiện trên các nền tảng mạng xã hội.

### Tranh cãi HIEUTHUHAI ngồi ghế giám khảo
Trong đoạn trailer trước tập 6 (thời điểm chương trình bước vào vòng Đối đầu), rapper HIEUTHUHAI xuất hiện và được giới thiệu là khách mời của đội BigDaddy. Tuy nhiên, việc HIEUTHUHAI ngồi ở hàng ghế giám khảo cùng với JustaTee và Thái VG đã dẫn đến những tranh luận trái chiều khi kỹ năng và kinh nghiệm của anh được nhiều khán giả đánh giá là chưa đủ thuyết phục để ngồi vào vị trí giám khảo, cũng như sự góp mặt của HIEUTHUHAI được cho là biện pháp nhằm thu hút khán giả hơn là về mặt chuyên môn thuần túy. Ngược lại, các ý kiến bênh vực cho rằng HIEUTHUHAI chỉ là người đưa ra nhận xét cho thí sinh trong khi quyền quyết định vẫn thuộc về JustaTee và Thái VG; và những thành công của anh trong thời gian qua đủ để anh có thể đảm nhận vị trí này.

### Tranh cãi khác
Trong tập đầu tiên, nhiều khán giả cho rằng sự xuất hiện của Dương Domic và Pháp Kiều với vai trò hỗ trợ tiết mục "Hào quang" của Shayda đã vô tình chiếm sự chú ý của khán giả nhiều hơn cô. Đây cũng là phần trình diễn khiến khán giả tranh luận vì chỉ có vài câu rap không đúng chất cũng như tiêu chí một chương trình tìm kiếm rapper cần có. Phần xuất hiện thoáng qua của Quang Hùng MasterD, khi anh chỉ lên sân khấu giao lưu và tặng hoa cho giám khảo khách mời cũng bị cho là khá rườm rà.

## Nhà tài trợ
- Pepsi
- Lay's
- MobiFone
- VinFast
- Warner Music VietNam
- TikTok
- Bad Habits
- Xanh SM
- 1967 entertainment